# Norrlands ingenjörkår (gamla)
Norrlands ingenjörkår (Ing 5) var ett planerat ingenjörförband inom svenska armén, med planerad förläggning till Östersunds garnison i Östersund.

## Historik
Norrlands ingenjörkår var en planerad ingenjörkår, enligt 1914 års härordning skulle Norrlands ingenjörkår (Ing 5) sättas upp.
Under åren 1915–1917 översteg styrkorna vid Svea ingenjörkår (Ing l) och Göta ingenjörkår (Ing 2), mer än vad dessa båda kårer skulle omfatta enligt 1914 års stat, dock skulle dessa styrkor överföras till Ing 5, när etablissemanget i Östersund stod färdigt. Den 15 juli 1920 förlades ett detachement ur Svea ingenjörkår (Ing l) och bemannades utöver anställd personal av cirka 60 värnpliktiga.
Under 1920 avbröts uppsättningen av kåren. Och genom försvarsbeslutet 1925 beslutades det definitivt att kåren inte skulle uppsättas, och med det avvecklades detachementet från Ing 1 den 31 december 1927. Delar av området kom istället att inhysa soldathemmet "Lugnet" vid Jämtlands fältjägarregemente (I 23).

## Verksamhet
Kåren skulle bestå av en stab, fyra fältingenjörkompanier, ett park- och ett tygkompani med en sammanlagd manskapsstyrka av 19 furirer, 23 korpraler och 25 vicekorpraler av olika slag, 75 volontärer, en sjukvårds- och en gevärshandtverkar-soldat samt två hovslagarsoldater. Vidare skulle kåren ha 42 stamhästar, och till densamma skulle uttagas 290 värnpliktiga. Nödigt antal officerare, underofficerare och civilmilitär personal skulle placeras vid kåren från Fortifikationen, och förläggningsorten skulle bli Östersund. 

## Förläggningar och övningsplatser
Förbandets planerade kasernetablissemang ritades av Erik Josephson. Dock kom några kaserner aldrig uppföras i Östersund; endast förrådsbyggnader för kåren uppfördes åren 1917–1919. I trakten av Näset vid Indalsälven, omkring 20 kilometer från Östersund, införskaffades mark för en övningsplats för broslagning och dylikt, dock kom denna aldrig att bebyggas.

## Namn, beteckning och förläggning
| Kungliga Norrlands ingenjörkår | 1914 | – | 1920 |

| Ing 5 | 1914 | – | 1920 |

| Östersunds garnison (F) | 1914 | – | 1920 |
| Näset (Ö)               | 1914 | – | 1920 |